# Kangnasaurus
Kangnasaurus (лат., буквально: ящер из Кангнаса) — род динозавров из семейства дриозаврид клады игуанодонтов, ископаемые остатки которых найдены в верхнемеловых породах ЮАР. Включает типовой и единственный вид — Kangnasaurus coetzeei. Известен по зубу и, возможно, некоторым посткраниальным останкам. Иногда признаётся сомнительным. Вероятно, он был похож на Dryosaurus. 

## История изучения и описание
Kangnasaurus был назван в 1915 году палеонтологом Сидни Хотоном. Родовое название дано по ферме Kangnas, где были обнаружены остатки, видовое название — в честь открывшего его фермера, Кутзее. Kangnasaurus основан на голотипе SAM 2732, состоящем из зуба, найденного на глубине 34 метров в колодце, в долине реки Оранжевой Капской провинции ЮАР. Возраст конгломератов из древнего кратерного озера, остаётся неизвестен; предполагается, что они из нижнего мела. Хотон определил SAM 2732 как зуб из верхней челюсти, но Майкл Купер перенёс его на нижнюю челюсть в 1985 году. Это имело последствия для его классификации: Хотон предполагал, что динозавр относится к семейству Iguanodontidae, а Купер определил, что это животное больше похоже на Dryosaurus, более базального орнитопода.
Хотон описал несколько других окаменелостей, возможно, принадлежащих Kangnasaurus. Они включают пять частичных бедренных и большеберцовой костей, частичные плюсневые кости, частичную стопу, позвонки, и неопознанные кости. Некоторые из костей явно пришли из других месторождений, и Хотон был не уверен, что все они принадлежали к своему новому роду. Купер был также не уверен, но назвал другие образцы, как если бы они принадлежали к Kangnasaurus.
Род Kangnasaurus обычно расценивается как сомнительный, хотя обзор Dryosauridae в 2007 году Руисом-Оменьякой и коллегами сохранил его как потенциально допустимый, отличающийся от других дриозаврид деталями бедренной кости. Как и другие базальной игуанодонты, он был двуногим травоядным.